# Cheirolophus
Cheirolophus es un género  de plantas con flores de la familia de las asteráceas. Comprende 33 especies descritas y de estas, solo 25  aceptadas.

## Taxonomía
El género fue descrito por Alexandre Henri Gabriel de Cassini y publicado en Dictionnaire des Sciences Naturelles [Second edition] 50: 247, 250. 1827.
Etimología
Cheirolophus: nombre genérico que deriva del griego y significa "cabeza de color rojo"

## Especies aceptadas
A continuación se brinda un listado de las especies del género Cheirolophus aceptadas hasta junio de 2012, ordenadas alfabéticamente. Para cada una se indica el nombre binomial seguido del autor, abreviado según las convenciones y usos.
- Cheirolophus arboreus (Webb & Berthel.) Holub
- Cheirolophus arbutifolius (Svent.) G.Kunkel
- Cheirolophus benoistii (Humbert) Holub
- Cheirolophus canariensis (Brouss. ex Willd.) Holub
- Cheirolophus crassifolius (Bertol.) Susanna
- Cheirolophus dariasii (Svent.) Bramwell
- Cheirolophus duranii (Burchard) Holub
- Cheirolophus falcisectus Svent. ex Montelongo & Moraleda
- Cheirolophus ghomerythus (Svent.) Holub
- Cheirolophus intybaceus (Lam.) Dostál
- Cheirolophus junonianus (Svent.) Holub
- Cheirolophus lagunae Olivares & al.
- Cheirolophus mansanetianus "Stübing, J.B.Peris, Olivares & J.Martín"
- Cheirolophus massonianus (Lowe) A.Hansen & Sunding
- Cheirolophus mauritanicus (Font Quer) Susanna
- Cheirolophus metlesicsii Parada
- Cheirolophus santos-abreui A.Santos
- Cheirolophus satarataensis (Svent.) Holub
- Cheirolophus sempervirens (L.) Pomel
- Cheirolophus sventenii (A.Santos) G.Kunkel
- Cheirolophus tagananensis (Svent.) Holub
- Cheirolophus tananicus (Maire) Holub
- Cheirolophus teydis (C.Sm.) G.López
- Cheirolophus uliginosus (Brot.) Dostál
- Cheirolophus webbianus (Sch.Bip.) Holub